# Ernie K-Doe
Ernie K-Doe, artiestennaam van Ernest Kador, Jr. (New Orleans, 22 februari 1936 - aldaar, 5 juli 2001), was een Amerikaans rhythm-and-blueszanger. Zijn grootste succes was het nummer "Mother-in-law" uit 1961, dat een nummer 1-hit was in de Amerikaanse Billboard Hot 100.

## Biografie
Kador zong al van zijn zevende in een kerkkoor. Later zong hij in verschillende gospelkoren. Hij nam in 1955 een eerste single op als "Ernest Kador" voor Specialty Records. In 1957 maakte hij een aantal opnamen voor het platenlabel Ember Records onder de namen "Ernie Kado" en "Ernie K-Doe". In 1959 ging hij naar het pas opgerichte label Minit Records in New Orleans. Zijn tweede single voor het label was een regionaal succes met meer dan 100.000 verkochte exemplaren. De volgende single, "Mother-in-law", was een humoristische song over het stereotype van de schoonmoeder ("the worst person I know", "sent from down below" enz.). De song was geschreven en geproduceerd door Allen Toussaint en het werd zijn grootste hit. Benny Spellman was de diepe bariton die "mother in law" zong op de achtergrond. "Mother-in-law" bereikte de toppositie zowel in de rhythm-and-blues- als de pophitlijst in de Verenigde Staten. Zoals toen gebruikelijk was, kwamen daarop meerdere answer songs uit om op het succes van "Mother-in-law" mee te liften. Zowel Louise Brown (Witch Records 101) als The Blossoms (Challenge Records #9109), met Darlene Love als leadzangeres, haalden de Billboard Hot 100 met afzonderlijke songs getiteld "Son-in-law".
Samen met Allen Toussaint maakte hij nog een aantal singles voor Minit Records, waaronder "Te-Ta-Te-Ta-Ta", een eigen compositie, kleinere hits waren die echter niet het succes van "Mother-in-law" benaderden. Ook de overstap naar Instant Records en later naar  Duke Records in 1964 kon zijn dalende populariteit niet opkrikken. Rond 1970 stopte hij als zanger. Hij raakte aan de drank in de jaren 1970 maar kreeg opnieuw wat bekendheid in en rond New Orleans als diskjockey op lokale radiostations in de jaren 1980.
In 1994 opende hij een eigen bar, The Mother-in-Law Lounge in New Orleans, die uitgebaat werd door zijn vrouw Antoinette. Hij maakte een terugkeer in de muziekbusiness met optredens en sporadisch nieuwe opnamen. Zijn laatste single was "Children of the World/White Boy Black Boy" uit 2000. Hij stierf het jaar daarop. Zijn vrouw bleef The Mother-in-Law Lounge uitbaten. De club werd zwaar beschadigd door de orkaan Katrina in 2005. Antoinette stierf in haar bar tijdens Mardi Gras van 2009 en de club sloot in 2010, maar in januari 2014 ging ze opnieuw open onder impuls van de plaatselijke jazztrompettist Kermit Ruffins.
Ernie K. Doe stond bekend als een flamboyante en excentrieke artiest, die zichzelf graag promootte als de "Emperor of the World".

## Discografie (singles)[3]
- "Eternity" (als Ernest Kador)  (Specialty 563, 1955)
- "My Love For You" (als Ernie Kado, with Lee Allen and his band) (Ember 1050, 1959)
- "Make You Love Me" (Minit 604)
- "Ain't It  The Truth" (Minit 614, 1960)
- "Mother-In-Law" (Minit 623, 1961)
- "Te-Ta-Te-Ta-Ta" (Minit 627)
- "A Certain Girl" (Minit 634)
- "Popeye Joe" (Minit 641, 1962)
- "Hey Hey Hey" (Minit 645)
- "Beating Like A Tom-Tom" (Minit 651)
- "Loving You" (Minit 656)
- "Easier Said Than Done" (Minit 661, 1963)
- "I'm The Boss" (Minit 665)
- "Baby, Since I Met You" (Instant 3260, 1964)
- "Reaping What I Sow" (Instant 3264, 1964)
- "My Mother-In-Law (Is In My Hair Again)" (Duke Records 378, 1964)
- "Someone" (Duke 387, 1965)
- "Boomerang" (Duke 400, 1966)
- "Little Marie" (Duke 404)
- "Dancin' Man" (Duke 411)
- "Don't Kill My Groove" (Duke 420, 1967)
- "Until The Real Thing Comes Along" (Duke 423)
- "Gotta Pack My Bag" (Duke 437, 1968)
- "Real Man" (Minit 32042, 1968)
- "I'm Sorry" (Duke 450, 1969)
- "I'll Make Everything Be Alright" (Duke 456, 1970)